# Single Soon
"Single Soon" é uma canção da cantora estadunidense Selena Gomez. A faixa foi composta pela própria intérprete com Ammar Malik, Jacob Kasher Hindlin, Lisa Scinta, Phil Shaouy, Ross Golan e os produtores Benny Blanco e Cashmere Cat. Foi lançada em 25 de agosto de 2023, pela gravadora Interscope Records.

## Antecedentes
Em fevereiro de 2023, Gomez falou pela primeira vez sobre sua próxima produção musical, descrevendo-a como algo "sobre experiências reais pelas quais estou passando" e caracterizando-a como "muito poderosa, forte e muito pop". Ela posteriormente confirmou estar trabalhando em nova música em maio de 2023. No dia 13 de agosto de 2023, os fãs avistaram cartazes com a pergunta "Single Soon?" acompanhada de um número de telefone. Ao ligar para esse número, uma caixa postal transmitia a mensagem de "nunca se preocupar com namorados". Esses cartazes também tinha um site chamado "illbesinglesoon.com", onde na parte inferior da página, links para as redes sociais e newsletter de Gomez estavam disponíveis. Em 17 de agosto, após muitas especulações dos fãs, Gomez finalmente anunciou o lançamento de "Single Soon" em suas redes sociais e revelou a capa, que a mostra "posando no banco de trás de um carro com um elegante casaco de pele". Edições limitadas em vinil de 7" polegadas da faixa foram disponibilizadas para pré-venda, juntamente com a opção de pré-salvar a faixa nas plataformas de streaming. Em um comunicado acompanhante, ela esclareceu que "Single Soon" é apenas "uma canção divertida que escrevi há algum tempo" e que ainda não está "totalmente pronta" para seu quarto álbum de estúdio que está por vir.

## Histórico de lançamento
| Região | Data                   | Formato(s)                 | Gravadora(s) | Ref.   |
| ------ | ---------------------- | -------------------------- | ------------ | ------ |
| Várias | 25 de agosto de 2023   | Download digital streaming | Interscope   | [ 9 ]  |
| Itália | 25 de agosto de 2023   | Radio airplay              | Universal    | [ 10 ] |
| Várias | 29 de setembro de 2023 | Vinil de 7" polegadas      | Interscope   | [ 11 ] |